# اکورس (جورجیا)
اکورس، جورجیا (به انگلیسی: Acworth, Georgia) یک شهر در ایالات متحده آمریکا است که در georgia (u.s. state) واقع شده‌است.

## خصوصیات
اکورس ۲۰٬۴۲۵ نفر جمعیت دارد.